# Kościół św. Mikołaja z Tolentino w Krakowie
Kościół rektoralny św. Mikołaja z Tolentino – kościół rzymskokatolicki znajdujący się w Krakowie, w dzielnicy XII Bieżanów-Prokocim przy ul. Górników 27, na Prokocimiu.
Budynek powstał na przełomie XIX i XX wieku jako stajnia koni bryczkowych, obok pałacu Erazma Jerzmanowskiego. Wkrótce po śmierci Erazma jego żona Anna sprzedała majątek ojcom Augustianom. Już w marcu 1910 roku, wkrótce po zakupie majątku Augustianie postanowili przystosować budynek dla potrzeb sakralnych. Powstała kaplica służąca zakonnikom i społeczności Prokocimia. Poświęcona została w poniedziałek 13 sierpnia 1911 roku i otrzymała wezwanie Najświętszej Marii Panny.

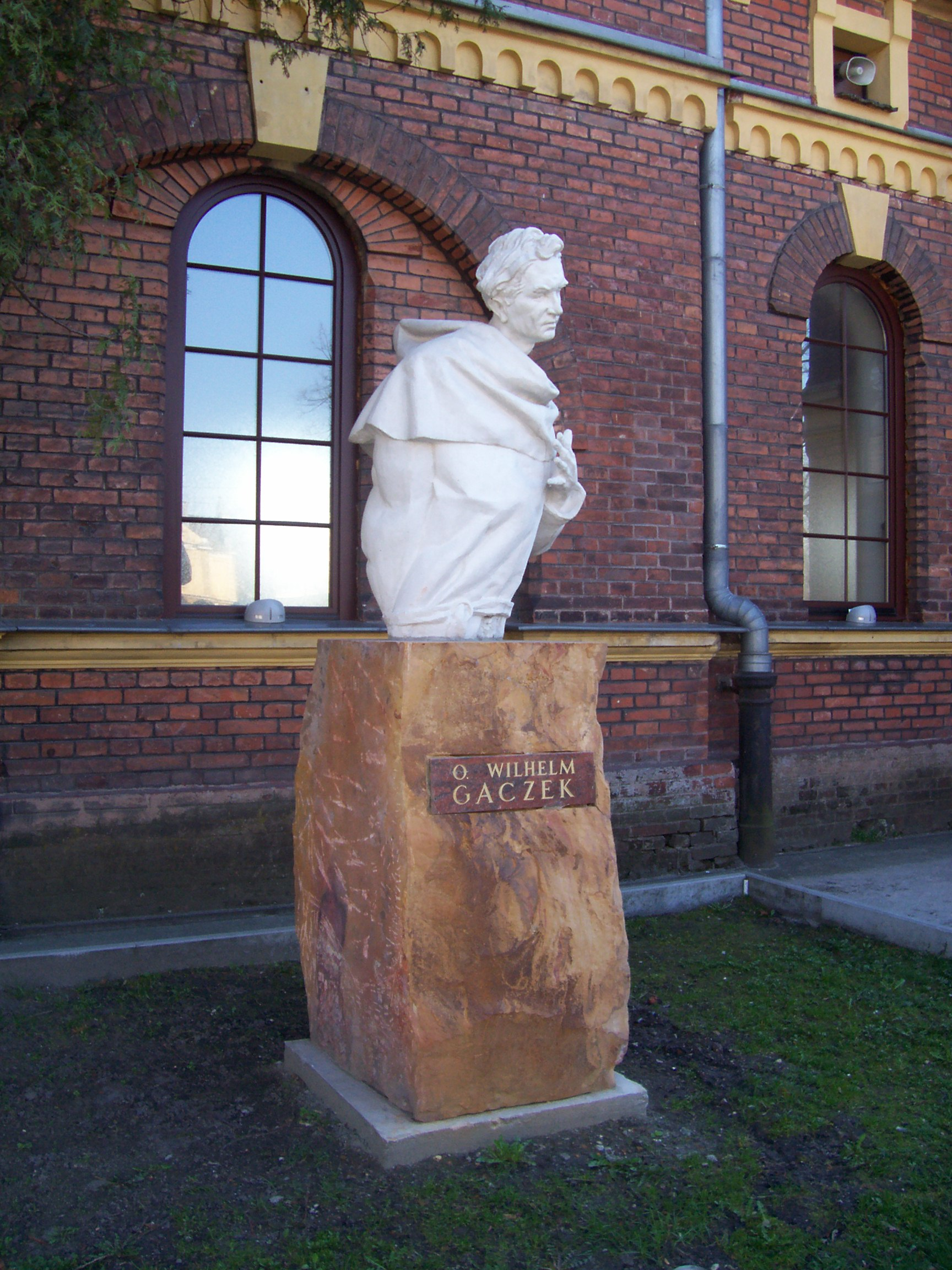
Pomnik Wilhelma Gaczka przed kościołem

W 1950 zakon Augustianów w Polsce został rozwiązany, a majątek przejął skarb państwa.  Jednakże kaplicę pozostawiono do dyspozycji parafii Matki Bożej Dobrej Rady. W części kaplicy wyodrębniono salki katechetyczne, w których nauczano religii dzieci i młodzież z Prokocimia oraz z nowo-powstającego osiedla Na Kozłówce. Jednocześnie w kaplicy księża z parafii regularnie odprawiali msze święte i nabożeństwa. W 1989 roku zakonnicy odzyskali swoją własność w Prokocimiu i od 1 stycznia 2001 zaczęli ponownie odprawiać msze święte w kaplicy.
W dniu 10 września 2002 roku kaplica ojców Augustianów została poświęcona jako kościół rektoralny pod nowym wezwaniem św. Mikołaja z Tolentino.